# Juin 1794

## Événements

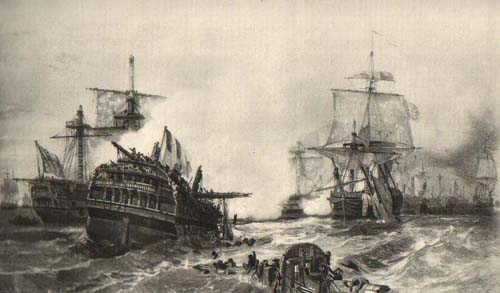
: bataille du 13 prairial an II

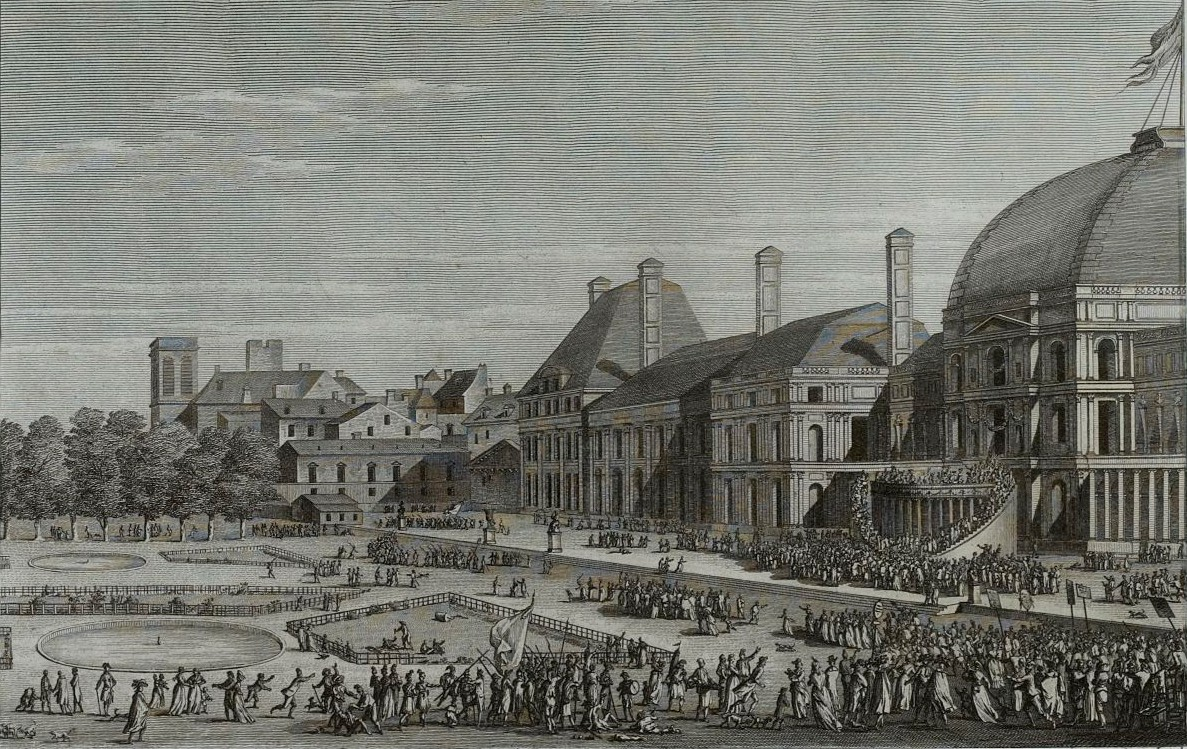
8 juin : Fête de l'Être suprême, vue du jardin national (actuel jardin des Tuileries), Musée de la Révolution française.

- France : crise politique à la fin du printemps. Le Comité de salut public perd le soutien de l'opinion, excédée par la politique de terreur. Des dissensions apparaissent dans le personnel politique. Les députés de la Plaine pensent que la rigueur n'est plus de mise avec l'éloignement du péril extérieur et l'affaiblissement de la contre-révolution. Arrestation de la maîtresse de Tallien, un des “ fripons ” notoires dénoncé par Robespierre. Tentative d'assassinat contre Robespierre d'Amiral et de Cécile Renault. En prairial, Fouché, représentant en mission menacé par Robespierre, est élu président des Jacobins.

Le 4 juin 1794, L'abbé Grégoire présente à la Convention nationale un texte dont le titre est sans ambiguïté : Rapport sur la nécessité et les moyens d'anéantir les patois et d'universaliser la langue française.
- 1er juin (13 prairial an II) :
  - Bataille du 13 prairial an II.
  - Bataille de Mormaison.

- 3 juin (15 prairial an II), France : combat du Bois-Hutan.

- 4 juin (16 prairial an II), France : efforts budgétaires pour appliquer le décret du 5 nivôse (24 décembre) rendant l'éducation élémentaire gratuite et obligatoire.

- 6 juin (18 prairial an II) :
  - la Prusse bat Kosciuszko à Szczekonicy[1] et occupe Cracovie le 15 juin[2].
  - Bataille de Challans.

- 7 juin (19 prairial an II) : combat de Riaillé.

- 8 juin (20 prairial an II), France : fête de l'Être suprême.

- 10 juin (22 prairial an II), France :
  - la loi du 22 prairial an II réorganise le tribunal révolutionnaire, supprime les défenseurs, les témoins et l'instruction préalable dans les procès des suspects (1376 personnes sont guillotinées à Paris jusqu'au 9 thermidor).
  - Combat du bois de la Renardière.

- 12 juin (24 prairial an II) : combat de Montrelais.

- 14 juin (26 prairial an II), France :
  - affaire Catherine Théot ; le Comité de sûreté générale rend publique une affaire de mystiques qui voyait en Robespierre le Messie.
  - Combat du bois de Rougé.

- 16 juin, Astronomie : une pluie de près de 200 météorites s'abat sur la ville de Sienne en Italie[3].

- 22 juin (4 messidor an II) : combat de Matz.

- 26 juin (8 messidor an II) :
  - France : l'armée française de Jourdan remporte la victoire sur les troupes britanno-hollandaises à Fleurus[4]. L’armée de la Convention occupe la Belgique au cours de l’été, puis envahit les Pays-Bas (1794-1795).
  - Combat de Javené.

- 28 juin : à Varsovie, un massacre est perpétré dans les prisons, par peur des Russes et des Prussiens qui encerclent la capitale : 20 000 soldats polonais s’opposent à 40 000 ennemis. Kosciuszko intervient, livre des batailles dans la banlieue et réalise d’importants travaux de fortification. Le siège est levé en août par le soulèvement de la Grande-Pologne, alors prussienne, qui provoque la retraite des troupes de Frédéric-Guillaume II de Prusse. Mais les Polonais doivent s’incliner devant la supériorité numérique des Russes[2].

## Naissances
- 3 juin : Wilhelm Ludwig Rapp, médecin et naturaliste allemand († 11 novembre 1868).
- 17 juin : Philippe Le Bas (mort en 1860).

## Décès
- 3 juin : Girolamo Tiraboschi, 62 ans, écrivain et historien de la littérature italien (° 8 décembre 1731).
- 15 juin (27 prairial an II) : Louis-Guillaume Le Veillard (né en 1734), écuyer, doyen des gentilshommes de la Chambre du roi, chimiste, médecin et premier maire de Passy.
- 17 juin (29 prairial an II) : Henri Admirat (guillotiné).
- 20 juin (2 messidor an II) : Félix Vicq d'Azyr, médecin et anatomiste français (° 1748), mort de tuberculose.
- 24 juin (6 messidor an II) : Jean-Baptiste Cloots, révolutionnaire français d'origine hollandaise (guillotiné) (° 24 juin 1755).
- 25 juin (7 messidor an II) : Charles Barbaroux (guillotiné).
- 28 juin (10 messidor an II) : René Madec, marin et aventurier breton, nabab du Grand Moghol (° 1736), mort d'une chute de cheval.